# Jerusalema
Jerusalema är en gospelinspirerad sång, som har skrivits, komponerats och framförts av den sydafrikanska singer-songwritern Nomcebo Zikode och har producerats av den sydafrikanske diskjockeyn och musikproducenten Master KG. Den skrevs på zulu och handlar om staden Jerusalem. Sången framfördes första gången 2019 och fick ett kraftigt genomslag våren 2020.

## Bakgrund
Sången spelades första gången i augusti 2019 och fick spridning efter att ha laddats upp på sociala media. Master KG gjorde därefter med Nomcebo en studioinspelning, som laddades upp på YouTube i oktober 2019. En musikvideoversion släpptes i december 2019. Efter det att låten fått omfattande spridning, släpptes den på streaming-tjänsterna Elektra France och Warner France i juli 2020.
Fastän sången har text med religiös anknytning, är Jerusalema i grunden en discodanssång, med inslag av gospel.
En andra version med den venezuelanske sångaren Micro TDH och den colombianske sångaren Greeicy släpptes i september 2020.

## Musikvideo
En musikvideo lades upp på YouTube i december 2019. I augusti 2020 hade videon mer än 100 miljoner visningar.

## Danstävling
Danstävlingen Jerusalema Challenge med anknytning till Jerusalema, som hade sitt ursprung i en grupp angolaner som utförde en koreografisk dans i en video, ledde till att Jerusalema blev populär också i Portugal som dansvideo och sedan fick mycket stor spridning över Internet i Sydafrika och i många andra länder.